# Dig in Deep (Tyketto)
Dig in Deep è il quarto album in studio del gruppo musicale statunitense Tyketto, pubblicato nel 2012 dalla Frontiers Records.

## Tracce
1. Faithless – 4:45
2. Love to Love – 4:23
3. Here's Hoping It Hurts – 3:43
4. Battle Lines – 3:29
5. The Fight Left in Me – 4:55
6. Evaporate – 3:41
7. Monday – 3:52
8. Dig in Deep – 4:00
9. Sound Off – 3:05
10. Let This One Slide – 4:28
11. This Is How We Say Goodbye – 4:29

## Formazione
- Danny Vaughn – voce, chitarra acustica, basso acustico
- Brooke St. James – chitarra, tastiere, cori
- Jimi Kennedy – basso
- Michael Arbeeny – batteria, cori
- Bobby Lynch – tastiere, cori

Altri musicisti
- Jonathan Gilcrest – violoncello, violino
- Holly Nelson – violino
- Norman Deltufo – percussioni